# Vikarienmühle

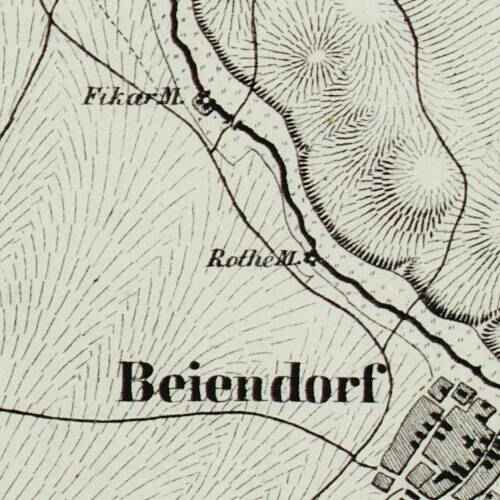
Vikarienmühle auf einer Karte aus dem Jahr 1841, als Fikar Mühle bezeichnet, Karte nicht eingenordet, oben ist Osten

Die Vikarienmühle ist eine ehemalige Wassermühle an der Sülze in der Gemarkung des heute zu Magdeburg gehörenden Ortes Salbke.
Etwas bachaufwärts befindet sich die bereits zu Beyendorf gehörende Rote Mühle. Bachabwärts, etwa dort, wo die Bahnstrecke Magdeburg–Leipzig die Sülze quert, lag die bereits im 12. Jahrhundert vom Kloster Unser Lieben Frauen errichtete Klostermühle Salbke.

## Geschichte
Die Mühle blickt auf eine bis in das Mittelalter zurückreichende Tradition zurück. Sie ist identisch mit der Ziegelmühle, die im 15. Jahrhundert an die Domvikare als Lehen gegeben worden war und sich an der Sülze zwischen Salbke und Beyendorf befand. 1498 vergaben die Domvikare die Ziegelmühle an Heine Krakeborn zum Erbzins. Es gab auch, wohl unzutreffende, Mutmaßungen, wonach der Name darauf zurückginge, dass sie einem Hilfsprediger zur Nutzung zur Verfügung gestellt worden wäre.
Kaspar Wieblitz, der Mitbegründer der 1715 errichteten Schiffsmühle Westerhüsen, stammte von der Vikarienmühle. Im 19. Jahrhundert wird als Eigentümer Müllermeister Schrader angegeben, dem Johann Christian Lange nachfolgte. In dessen Eigentum stand die Mühle im Jahr 1855. Die Königliche Kreis-Gerichts-Deputation zu Groß Salze ordnete für den 6. August 1855, 11.00 Uhr einen Nothwendigen Verkauf des Anwesens an der Gerichtsstelle in Groß Salze an. Für die Mühle werden vom Gericht als gebräuchliche Namen sowohl Vicarien- als auch Ziegelmühle genannt. Die Wassermühle wurde mit 1241 Thalern und 10 Silbergroschen getaxt. Sie hatte zwei Gänge. Zu ihr gehörten Hofraum, Scheune, Stall und Garten. Darüber hinaus wurden weitere zur Mühle gehörige Grundstücke in der Umgebung, getaxt mit insgesamt 560 Thalern, 3 Silbergroschen und 9 Pfennigen, aufgeboten.
Im 19. Jahrhundert befand sich unweit der Vikarienmühle eine Windmühle.
Anfang des 20. Jahrhunderts gehörte die Mühle dem Müllermeister und Mühlenbaumeister Albert Constabel. Ende der 1920er Jahre wird dann die Vikarienmühle nicht mehr als Mühlenbetrieb geführt.
Die Vikarienmühle ist auch heute nicht als Mühle in Betrieb. In dem aus dem Mühlengehöft entstandenen Einzelhof wird eine Pferdepension betrieben.